# Jošanica (Konjic)
Jošanica (Konjic) é uma aldeia no município de Konjic, na Bósnia e Herzegovina.